# NGC 3851
NGC 3851 é uma galáxia elíptica (E) localizada na direcção da constelação de Leo. Possui uma declinação de +19° 58' 52" e uma ascensão recta de 11 horas, 44 minutos e 20,4 segundos.
A galáxia NGC 3851 foi descoberta em 24 de Fevereiro de 1827 por John Herschel.